# Jourdan Dunn

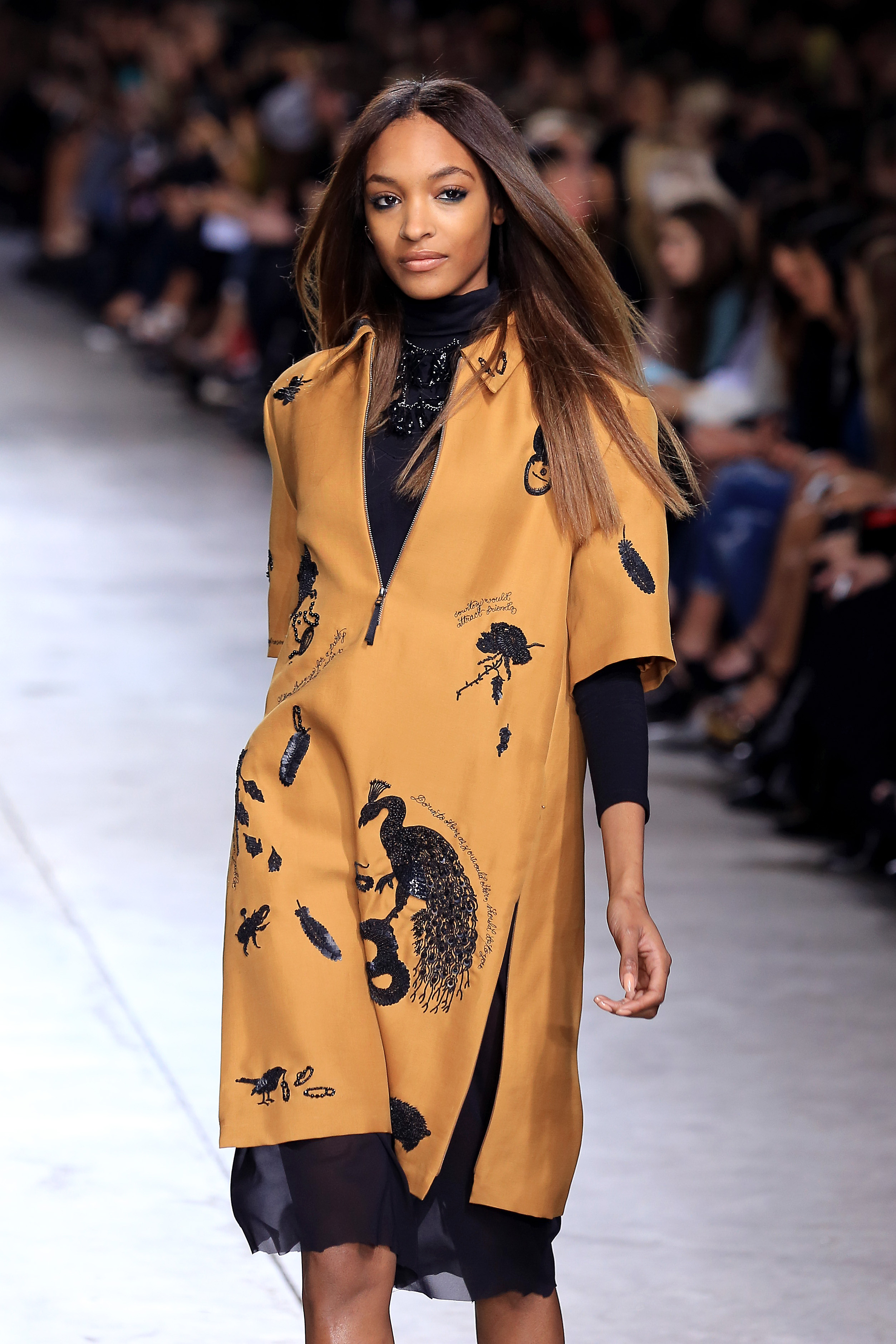

Jourdan Sherise Dunn (sinh ngày 03 tháng 8 năm 1990)  là một người mẫu thời trang Anh. Cô được phát hiện tại Hammersmith Primark năm 2006  và ký hợp đồng với Storm Model Management ở Luân Đôn ngay sau đó. Cô bắt đầu xuất hiện trên sàn diễn quốc tế vào đầu năm 2007. Tháng 2 năm 2008, cô là người mẫu da đen đầu tiên bước đi trong show của Prada trong hơn một thập kỷ.  
Vào tháng 4 năm 2014, Dunn đã ký hợp đồng và trở thành gương mặt mới của Maybelline New York. Cho đến tháng 7 năm 2014, cô là biểu tượng của models.com. Năm 2014, Forbes liệt kê Dunn trong danh sách những người có thu nhập cao nhất, ước tính đã kiếm được 4 triệu đô la trong một năm.  Cô là người mẫu da đen đầu tiên của Anh xuất hiện trong danh sách.  Cô đã xuất hiện trên trang bìa tạp chí British Vogue vào năm 2015, trở thành người mẫu solo đầu tiên của Black để trang điểm cho bộ phim này trong 12 năm.  Dunn là một phần của một nhóm nhỏ tinh hoa của thế hệ người mẫu hiện nay được coi là siêu mẫu của thế hệ này.